# Алекнагик (Аљаска)
Алекнагик (енгл. Aleknagik) град је у америчкој савезној држави Аљаска.

## Демографија
По попису из 2010. године број становника је 219, што је 2 (-0,9%) становника мање него 2000. године.
| Група                 | 2000.       | 2010.       |
| Амерички староседеоци | 181 (81,9%) | 166 (75,8%) |
| Белци                 | 29 (13,1%)  | 33 (15,1%)  |
| Афроамериканци        | 0 (0,0%)    | 0 (0,0%)    |
| Азијати               | 0 (0,0%)    | 0 (0,0%)    |
| Хиспаноамериканци     | 3 (1,4%)    | 0 (0,0%)    |
| Укупно                | 221         | 219         |